# Deuxième circonscription de Kedida Gamela
La deuxième circonscription de Kedida Gamela est une des 121 circonscriptions législatives de l'État fédéré des nations, nationalités et peuples du Sud, elle se situe dans la Zone Kembata Alaba et Tembaro. Son représentant actuel est Mikael Tobiyas Babiso.